# Палинг
Палинг (њем. Palling) општина је у њемачкој савезној држави Баварска. Једно је од 35 општинских средишта округа Траунштајн. Према процјени из 2010. у општини је живјело 3.362 становника. Посједује регионалну шифру (AGS) 9189134.

## Географски и демографски подаци
Палинг се налази у савезној држави Баварска у округу Траунштајн. Општина се налази на надморској висини од 531 метра. Површина општине износи 53,8 km². У самом мјесту је, према процјени из 2010. године, живјело 3.362 становника. Просјечна густина становништва износи 62 становника/km².